# Шашикман (село)
Шашикман (рос. Шашикман) — село Онгудайського району, Республіка Алтай Росії. Входить до складу Шашикманського сільського поселення.
Населення — 713 осіб (2015 рік).